# محمد تغان خان
محمد طغان‌خان (نام دیگر: احمد دوم طغان‌خان، درگذشتهٔ ۱۰۲۶)، خاقان بزرگ قراخانیان از سال ۱۰۲۴ تا ۱۰۲۶ میلادی بود.

## زندگی‌نامه
وی از خاندان قراخانی و فرزند  هارون بغراخان بود. برخی نوشته‌ها از او با نام «احمد» نیز یاد کرده‌اند. از دوران جوانی‌اش آگاهی چندانی در دست نیست. در ۱۰۱۷ میلادی، از سوی خاقان بزرگ منصور ارسلان‌خان، فرنام خاقان کوچک را دریافت کرد.
سپس با برادرش یوسف قادر خان کشمکش شد که مایه کم‌توان شدن قراخانیان گردید. با این همه، در همان سال توانست تازش خیتان‌ها را برگرداند.
پس از مرگ منصور در سال ۱۰۲۴، محمدتغان‌خان خاقان بزرگ شد. با این همه، کشمکش با یوسف پایان نیافت. وی در همان سال با برادر دیگر خود، علی تکین، که در فرارود فرمانروایی می‌کرد، هم‌پیمان شد. ولی در ۱۰۲۵ از سوی محمود غزنوی، که هم‌پیمان یوسف بود، شکست خورد و سرانجام در ۱۰۲۶ کشته شد. پس از او، یوسف قادرخان در جایگاه خاقان بزرگ فرمانروایی را در دست گرفت.

## بن‌مایه
- Восточный Туркестан в древности и раннем средневековье: Этнос, языки, религии. — М., 1992.
- Казахстан. Национальная энциклопедия. — Алматы: Қазақ энциклопедиясы, 2004. — Т. I. — ISBN 9965-9389-9-7.
- Айбын. Энциклопедия. / Бас ред. Б.Ө.Жақып. — Алматы: «Қазақ энциклопедиясы», 2011. — 880 бет. ISBN 9965-893-73-X
- Кочнев Б.Д. Нумизматическая история Караханидского каганата (991–1209 гг.). Москва: София, 2006.
- Петров, П. Н. Хронология